# وایولا هریس
وایولا هریس (انگلیسی: Viola Harris؛ زادهٔ ۵ ژوئیهٔ ۱۹۲۶) هنرپیشه اهل ایالات متحده آمریکا است.
از فیلم‌ها یا مجموعه‌های تلویزیونی که وی در آن‌ها نقش داشته است می‌توان به هری ساختارشکن و دوست‌پسر مرده من اشاره نمود.
در سال ۲۰۱۰، او در فیلم کوتاه دوست پنهانی به کارگردانی فلاویو آلوِس ایفای نقش کرد. بازی هریس در این فیلم با بازخوردهای مثبتی همراه بود. به عنوان مثال، فیل هال از وب‌گاه فیلم ترت که امتیاز مثبتی به فیلم داده بود، اظهار داشت که «هریس واقعاً شایسته آن است که در مرکز توجه قرار گیرد.»
روی صحنه تئاتر، هریس سال‌ها در تئاترهای تابستانی فعالیت داشت. او همچنین به‌عنوان بازیگر جایگزین در نمایش زلدا (۱۹۶۹) در برادوی حضور داشت.